# Meuschenia
Meuschenia  es un género de peces de la familia Monacanthidae, del orden Tetraodontiformes. Este género marino fue descrito científicamente en 1929 por Gilbert Percy Whitley.

## Especies
Especies reconocidas del género:
- Meuschenia australis (Donovan, 1824)
- Meuschenia flavolineata Hutchins, 1977
- Meuschenia freycineti (Quoy & Gaimard, 1824)
- Meuschenia galii Hutchins, 1977
- Meuschenia hippocrepis (Quoy & Gaimard, 1824)
- Meuschenia scaber (J. R. Forster, 1801)
- Meuschenia trachylepis (Günther, 1870)
- Meuschenia venusta Hutchins, 1977